# Friedrich Strubberg

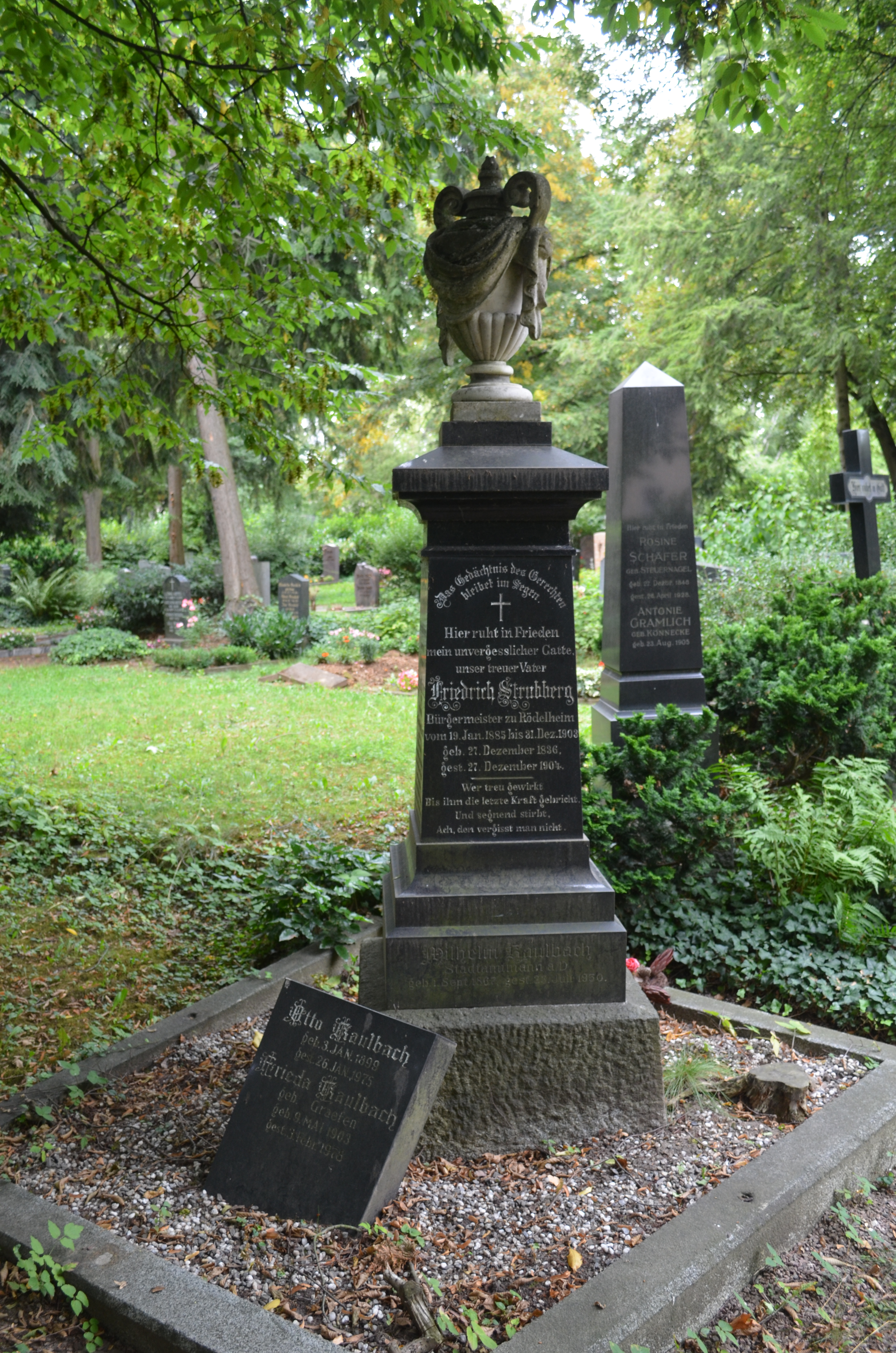
Grab Friedrich Strubbergs auf dem Rödelheimer Friedhof

Friedrich Georg Strubberg (* 27. Dezember 1836 in Rödelheim bei Frankfurt am Main; † 27. Dezember 1904 ebenda) war ein deutscher Kommunalpolitiker und Abgeordneter des Provinziallandtages der Provinz Hessen-Nassau und des Nassauischen Kommunallandtags des preußischen Regierungsbezirks Wiesbaden.

## Leben
Friedrich Strubberg war der Sohn des Carl Friedrich Strubberg und dessen Ehefrau Johanna Hofmann.
Nach seiner Schulausbildung erlernte er den Beruf des Färbers und betrieb als Inhaber des Meisterbriefes in seinem Heimatort  eine Kunstfärberei. Er war kommunalpolitisch aktiv und wurde 1879 in den Gemeinderat Rödelheim gewählt, wo er von 1885 bis zum Jahresende 1903 hauptamtlicher Bürgermeister war. Er war auch  Mitglied des Kreistages Frankfurt. 
Von 1900 bis zu seinem Tode im Jahr 1904 hatte er als Nachfolger des Abgeordneten Philipp König ein Mandat im Nassauischen Kommunallandtag des preußischen Regierungsbezirks Wiesbaden, aus dessen Mitte er zum Abgeordneten des Provinziallandtages der Provinz Hessen-Nassau bestimmt wurde.